# Pravěk (seriál)
Pravěk (v anglickém originále Prehistoric) je šestidílná televizní dokumentární série televize Discovery Channel. Odhaluje území dnešních amerických velkoměst. Seriál má šest epizod: New York, Chicago, Washington D.C., Denver, Dallas a Los Angeles. Kromě vlastních animací seriál obsahuje i scény z seriálů, jako je Putování s dinosaury nebo Toulky dinosaurů Amerikou. V seriálu též vystupuje hodně vědců.

## Vydání na DVD
Seriál byl vydán společností Intersonic v roce 2010 na třech DVD.